# Gonatodes riveroi
Espèce
Statut de conservation UICN

 LC  : Préoccupation mineure
Gonatodes riveroi est une espèce de geckos de la famille des Sphaerodactylidae.

## Répartition et habitat
Cette espèce est endémique de Colombie. Elle se rencontre dans les départements de Meta, de Boyacá et de Cundinamarca. On la trouve entre 230 et 1 200 m d'altitude. Elle vit dans la forêt tropicale humide de basse altitude et de pré-montagne.

## Étymologie
Cette espèce est nommée en l'honneur de Carlos V. Rivero Blanco.

## Publication originale
- Sturaro & Avila-Pires, 2011 : Taxonomic revision of the geckos of the Gonatodes concinnatus complex (Squamata: Sphaerodactylidae), with description of two new species. Zootaxa, n. 2869, p. 1-36.